# Gradiška
Gradiška (ciríl·lic: Градишка) és una ciutat de la part nord-occidental de Bòsnia i Hercegovina, amb una població de 56727 persones segons els resultats preliminars del cens de 2013. També és coneguda com a Bosanska Gradiška (Босанска Градишка) per a diferenciar-la de Nova Gradiška (Croàcia). Gradiška forma part de la República Srpska. Segons els resultats preliminars del cens de 2013, Gradiška té una població total de 56.727.